# Ilta-Sanomat
Ilta-Sanomat (finlandês para Noticiário da Noite) é um dos dois jornais noturnos proeminentes em formato de tabloide da Finlândia e o segundo maior jornal do país. Sua contraparte e maior rival é o Iltalehti.
O jornal foi criado em 1932 como edição vespertina do Helsingin Sanomat. Em 1949, tornou-se um jornal separado e foi nomeado Ilta-Sanomat.
Seu jornal irmão é o Helsingin Sanomat e ambos os jornais fazem parte do Sanoma. Ilta-Sanomat é publicado no formato de tablóide seis vezes por semana. O jornal tem uma posição política independente.